# Erik Cleymans
Erik Cleymans, né le 4 février 1970, à Turnhout, en Belgique, est un ancien joueur de basket-ball belge. Il évolue au poste d'ailier.